# ريو نيزاتو
ريو نيزاتو (باليابانية: 新里 涼) (مواليد 3 سبتمبر 1995) هو لاعب كرة قدم ياباني.

## وصلات خارجية
- ريو نيزاتو على موقع رابطة كرة القدم اليابانية للمحترفين (اليابانية)
- ريو نيزاتو على موقع قاعدة بيانات كرة القدم.إي يو (الإنجليزية)
- ريو نيزاتو على موقع Soccerway.com (الإنجليزية)
- ريو نيزاتو على موقع عالم كرة القدم.نت (الإنجليزية)